# Ремета (комуна)
Ремета, Ремети, Ремець, Ремеці (рум. Remeți) — комуна у повіті Марамуреш в Румунії. До складу комуни входять такі села (дані про населення за 2002 рік):
- Каминиця (415 осіб)
- Ремета (2448 осіб) — адміністративний центр комуни
- Тячів (195 осіб)

Комуна розташована на відстані 437 км на північний захід від Бухареста, 36 км на північ від Бая-Маре, 134 км на північ від Клуж-Напоки.

## Населення
За даними перепису населення 2002 року у комуні проживали 3058 осіб.
Національний склад населення комуни:
| Національність | Кількість осіб | Відсоток |
| -------------- | -------------- | -------- |
| українці       | 2260           | 73,9%    |
| румуни         | 399            | 13,0%    |
| угорці         | 382            | 12,5%    |
| цигани         | 14             | 0,5%     |
| німці          | 3              | 0,1%     |

Рідною мовою назвали:
| Мова       | Кількість осіб | Відсоток |
| ---------- | -------------- | -------- |
| українська | 2259           | 73,9%    |
| угорська   | 418            | 13,7%    |
| румунська  | 372            | 12,2%    |
| циганська  | 5              | 0,2%     |
| німецька   | 4              | 0,1%     |

Склад населення комуни за віросповіданням:
| Релігія                             | Кількість осіб | Відсоток |
| ----------------------------------- | -------------- | -------- |
| православні                         | 2281           | 74,6%    |
| римо-католики                       | 249            | 8,1%     |
| адвентисти                          | 138            | 4,5%     |
| греко-католики                      | 133            | 4,3%     |
| реформати                           | 33             | 1,1%     |
| п'ятдесятники                       | 31             | 1,0%     |
| не релігійні                        | 5              | 0,2%     |
| лютерани (Аугсбурзького сповідання) | 2              | 0,1%     |
| старообрядці                        | 1              | < 0,1%   |